# Melodia
Melodia – jeden z elementów dzieła muzycznego, będący szeregiem dźwięków o określonej długości ich trwania i odległości między nimi. Dźwięki te muszą następować po sobie w logicznym porządku. Sama melodia jest powiązana przede wszystkim z rytmem. Melodia wiąże się również z elementami ekspresji muzycznej: dynamiką i artykulacją. Z następstw dźwięków wynikają połączenia harmoniczne.
Melodia często związana jest z jedną określoną tonacją i używa dźwięków do niej należących. Może jednak też zbaczać do innych tonacji lub być atonalna. Melodia zwykle jest dostosowana do zakresu i charakteru głosu lub możliwości technicznych instrumentu muzycznego, który ją wykonuje. Melodia może być kantylenowa, figuracyjna, deklamacyjna lub ornamentalna. Uszeregowanie melodyczne dźwięków w oderwaniu od czasu ich trwania nazywane jest meliką.